# إسماعيل بوزيد
إسماعيل بوزيد (من مواليد 21 يوليو 1983) هو لاعب كرة قدم محترف سابق، لعب بشكل رئيسي كقلب دفاع وكظهير أيمن. ولد في فرنسا ومثل الجزائر على المستوى الدولي.

## مسيرته الرياضية
ولد بوزيد في نانسي بفرنسا، بدأ مسيرته المهنية مع نادي ميتز. في يوليو 2001، خاض تجربة مع فريق سندرلاند في الدوري الإنجليزي الممتاز ولعب في مباراة تحضيرية للموسم بين سندرلاند و كاليه راسينغ يونيون إف سي [الإنجليزية]. لعب في ألمانيا والجزائر وتركيا وفرنسا، بما في ذلك فترات في أندية كرة القدم مثل نادي كايزرسلاوترن وتروا. انضم بوزيد إلى غلطة سراي في بداية موسم 2007–08. لعب عشر مباريات في الدوري مع الفريق، وساهم بالفوز بلقب الدوري الممتاز في مايو 2008. وبذلك، أصبح بوزيد أول لاعب جزائري يفوز بميدالية الدوري الممتاز.

## الألقاب والإنجازات
- مولودية الجزائر: كأس الجزائر 2005–06
- غلطة سراي: الدوري التركي الممتاز 2007–08

## روابط خارجية
- إسماعيل بوزيد على موقع اتحاد تركيا (لاعب) (الإنجليزية)
- إسماعيل بوزيد على موقع قاعدة بيانات كرة القدم.إي يو (الإنجليزية)
- إسماعيل بوزيد على موقع ناشيونال فوتبول تيمز (الإنجليزية)
- إسماعيل بوزيد على موقع Soccerbase.com (لاعب) (الإنجليزية)
- إسماعيل بوزيد على موقع Soccerway.com (الإنجليزية)
- إسماعيل بوزيد على موقع عالم كرة القدم.نت (الإنجليزية)
- إسماعيل بوزيد على موقع كووورة